# ظهارة شمية

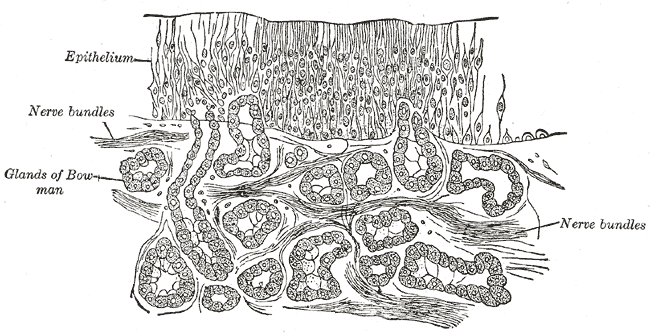
قطاع من الغشاء المخاطي الشمي

الظهارة الشمية أو النسيج الطلائي الشمي (بالإنجليزية:  olfactory epithelium)‏ هي نسيج طلائي مخصص داخل التجويف الأنفي ويعنى ببإدراك الروائح. تبلغ مساحته في البشر 9 سم مربع (3X3) ويقع على سطح التجويف الأنفي حوالي 7 سم فوق خلف المنخر، وتُعتبر الظهارة الشمية جزء من نظام الشم المسؤول مباشرة عن اكتشاف الروائح.

## التركيب
تتكون الظهارة الشمية من أربعة أنواع متميزة من الخلايا:
- الأعصاب الحسية الشمية
- الخلايا الداعمة
- الخلايا القاعدية
- خلايا الفرشاة

### الأعصاب الحسية الشمية
تُعتبر الأعصاب الحسية الشمية الموجودة في الظهارة الشمية خلايا عصبية ثنائية القطب، وتظهر الأقطاب العلوية لهذه الأعصاب مستقبلات الرائحة على أهداب غير متحركة في نهايات الزوائد الشجيرية، وتمتد خارج نحو التجويف لتتفاعل مع الروائح لمختلفة، حيث تربط المستقبلات الرائحة الموجودة في التجويف الأنفي، والتي أصبحت قابلة للذوبان بفعل إفرازات الغدد الشمية الموجودة في الصفيحة المخصوصة للغشاء المخاطي الشمي، وتتجمع محاور الأعصاب الحسية الشمية لتكوين العصب الشمي (ويُعرف كذلك بالعصب القحفي الأول)، وبمجرد مرور المحاور من خلال الصفيحة المصفوية، فإنها تنهي وتتشابك مع الخلايا المترالية في كبيبات البصلة الشمية.

### الخلايا الداعمة
بالثماثل مع الخلايا الدبقية، فإن الخلايا الداعمة هي خلايا غير العصبية موجودة في الظهارة الشمية، وتقع في الطبقة العلوية من النسيج الطلائي العمادي الطبقي الكاذب. وهناك نوعان من الخلايا الداعمة للظهارة الشمية: الخلايا المعلقة والخلايا الميكروفيلية. تعمل الخلايا المعلقة كدعم أيضي ومادي للظهارة الشمية. أما الخلايا الميكروفيلوية فهي فئة أخرى من الخلايا الداعمة المتميزة شكليا وحيويا عن الخلايا المعلقة، وتنشأ من الخلايا القاعدية.

### الخلايا القاعدية
تستقر الخلايا القاعدية على الطبقة القاعدية أو بالقرب منها، وهي خلايا جذعية قادرة على الانقسام والتمايز إلى خلايا داعمة أو خلايا شمية. وفي الوقت الذي تنقسم فيه بعض هذه الخلايا القاعدية بسرعة، تبقى نسبة كبيرة منها هادئة نسبيا وتعيد تجديد خلايا الظهارة الشمية عند الحاجة. وهذا يؤدي إلى استبدال الظهارة الشمية كل 6-8 أسابيع.
يمكن تقسيم الخلايا القاعدية على أساس خصائصها الخلوية والنسيجية إلى مجموعتين: الخلايا القاعدية الأفقية، وهي الخلايا الاحتياطية التي تنقسم ببطء؛ والخلايا القاعدية الكروية، وتتكون من مجموعة غير متجانسة من الخلايا منها الخلايا الاحتياطية، خلايا سلفية متضخمة، وخلايا أرومية فورية.

### خلايا الفرشاتية
الخلايا الفرشاتية هي خلية عمودية تحمل زغيبات دقيقة يتصل سطحها القاعدي بالنهايات العصبية الواردة من العصب الثلاثي التوائم (ويُعرف أيضا بالعصب القحفي الخامس) وهي متخصصة في نقل الإحساس العام.

### غدد (بومان) الشمية
غدد بومان أو الغدد الشمية هي غدد أنبوبية سنخية مصلية تقع في الصفيحة المخصوصة للغشاء المخاطي الشمي، وتلعب إفرازات هذه الغدد دورا في إمساك وإذابة المواد ذات الرائحة، ويعمل التدفق المستمر للغدد الشمية على مسح الروائح القديمة باستمرار.

## الأهمية السريرية
يمكن أن تتضرر الظهارة الشمية عن طريق استنشاق الأدخنة السامة، والإصابات داخل الأنف، وربما عن طريق استخدام بخاخات الأنف. وهذا التلف يكون مؤقتا نرا لقدرة الظهارة الشمية على التجدد، لكن في الحالات الشديدة يمكن أن يكون التلف دائما، مما يؤدي إلى فقد الشم.

## صور إضافية

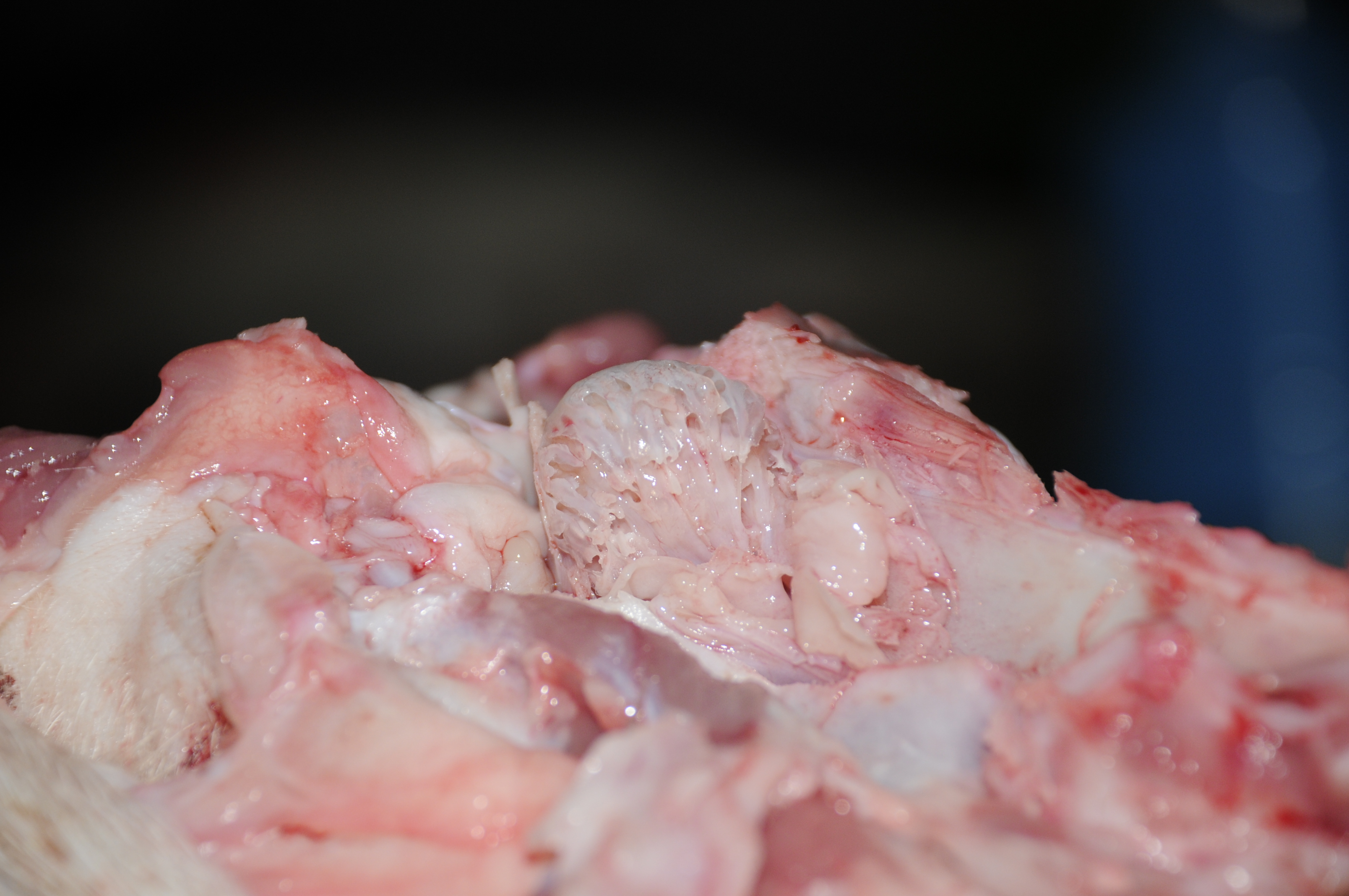
الظهارة الشمية

تركيب عصب العصب الحسي الشمي